# خورخي ريكاردو
خورخي ريكاردو (بالإسبانية: Jorge Ricardo؛ بالبرتغالية: Jorge Ricardo) هو فارس برازيلي وأرجنتيني، ولد في 30 سبتمبر 1961 في ريو دي جانيرو في البرازيل.